# Diogen (glazbeni sastav)
Diogen je hrvatski glazbeni sastav iz Splita.

## Povijest
Osnovali su ga 2014. dvojica bivših članova Daleke obale Zoran Ukić i Jadran Vušković te njihov kolega i bas-gitarist Miro Šoić. U novoj postavi pridružili su im se Miro Šoić na basu i pjevač Ivan Bužančić – Buža. Prvi album  Diogen objavili su 2018. godine u izdanju Croatije Recordsa. Na albumu gostuje Dean Dvornik. Album su podijelili na A i B stranu, pjesme ostanka i pjesme odlaska. Dio singlova predstavili su na festivalima: Dalmatinske šansone, CMC-ovom festivalu i dr. Za pjesme s albuma snimili su videospotove.

## Diskografija
- Diogen, Croatia Records, 2018.

## Nagrade
Na 20. Dalmatinskoj šansoni u Šibeniku skladba Mala crna haljina nagrađena je kao najbolje kantautorsko djelo. 2018. su pjesmom Vrijeme ljubavi na Dalmatinskoj šansoni autor stihova Zoran Ševerdija osvojio je nagradu za najbolji tekst.

## Članovi
Članovi su do sada sve bili:
- Zoran Ukić - bubnjevi
- Jadran Vušković - gitara
- Miro Šoić - bas
- Ivan Bužančić - vokal
- Zoran Ševerdija- stihovi

## Vanjske poveznice
- Facebook
- Discogs